# Al Jamimah (huyện)
Huyện Al Jamimah là một huyện thuộc tỉnh Hajjah, Yemen. Đến thời điểm năm 2003, huyện này có dân số 41211 người